# Этцинген
Этцинген (нем. Ötzingen) — община в Германии, в земле Рейнланд-Пфальц. 
Входит в состав района Вестервальд. Подчиняется управлению Виргес.  Население составляет 1327 человек (на 31 декабря 2010 года). Занимает площадь 5,98 км².